# Ptychogastria
Ptychogastria är ett släkte av nässeldjur som beskrevs av George James Allman 1878. Ptychogastria ingår i familjen Ptychogastriidae.
Kladogram enligt Catalogue of Life och Dyntaxa:
| Ptychogastria | \| \| Ptychogastria antarctica \| \| \| \| \| \| Ptychogastria asteroides \| \| \| \| \| \| Ptychogastria polaris \| \| \| \| |
|               | \| \| Ptychogastria antarctica \| \| \| \| \| \| Ptychogastria asteroides \| \| \| \| \| \| Ptychogastria polaris \| \| \| \| |
|               | Tesserogastria |
|               | |
|               | Ptychogastria antarctica |
|               | |
|               | Ptychogastria asteroides |
|               | |
|               | Ptychogastria polaris |
|               | |

|  | Ptychogastria antarctica |
|  |                          |
|  | Ptychogastria asteroides |
|  |                          |
|  | Ptychogastria polaris    |
|  |                          |